# Theresa Kachindamoto
Theresa Kachindamoto est une cheffe traditionnelle du district de Dedza au Malawi, depuis 2003. Elle est connue pour son militantisme pour l'éducation des filles et des garçons et pour sa lutte contre les mariages précoces.
Elle a fait annuler plus de 2000 mariages de jeunes filles, s'attirant ainsi une renommée internationale.

## Biographie
Durant 27 années, elle est secrétaire pour une école du district de Zomba.
En 2003, Theresa Kachindamoto devient Inkosi, c'est-à-dire une cheffe traditionnelle au Malawi. Elle est choisie par les autres chefs de districts car elle est « bonne envers les gens ». Elle est la première femme à qui est confié ce titre. Dès son intronisation, elle se bat contre les traditions sexistes du Malawi, comme les « hyènes », surnom donné aux hommes qui, dans la tradition malawite, viennent pour avoir des rapports sexuels avec des jeunes filles après leurs premières règles, ce qui est censé les purifier et les protéger des maladies, ou encore les mariages forcés ou de mineurs, les grossesses adolescentes ou la déscolarisation des filles.
Theresa Kachindamoto milite pour que l'interdiction du mariage précoce soit écrite dans le code civil. En 2015, le Malawi fait passer une loi interdisant le mariage avant l'âge de 18 ans. La constitution et les autorités traditionnelles autorisent toutefois encore le mariage précoce si les parents sont d'accord.
Elle travaille notamment en collaboration avec ONU Femmes pour mettre en place des lois contre les mariages d'enfants.
En 2021, elle fait annuler plus de 2559 mariages de jeunes filles et leur permet à toutes de reprendre leur scolarité.
Elle reçoit le surnom de « Terminator » des mariages d’enfants.
Elle est une source d'inspiration pour Joyce Banda, l'ancienne présidente du Malawi, qui s'inspire des actions sur le terrain de Theresa Kachindamoto pour faire reculer l'âge légal du mariage à 18 ans.
En 2024, elle reçoit le titre de docteure honoris causa de l'Université catholique de Louvain.

## Contexte
Le Malawi est l'un des pays les plus pauvres du monde et a un taux d'infection au VIH qui correspond à 10 % de la population. Une enquête des Nations unies datant de 2012 rapporte que plus de la moitié des filles au Malawi étaient mariées avant leurs 18 ans pour rapporter de l'argent à leur famille, plaçant le pays parmi ceux qui ont le plus haut taux de mariages précoces dans le monde. À cette date, le taux de mariage précoces était notamment très élevé dans les zones rurales où certaines filles subissaient également des rituels d'initiation sexuelle.

### Documentaire
- Malawi : une femme contre les mariages d'enfants (2021), documentaire réalisé pour Arte en 2021. [présentation en ligne]